# Aeropuerto General Ulpiano Páez
Aeropuerto General Ulpiano Páez es un aeropuerto administrado por la Dirección General de Aviación Civil, ubicado cerca de la localidad de Salinas, una ciudad en la provincia de Santa Elena en Ecuador.

## Historia
El aeropuerto fue construido en 1942 y utilizado por el ejército de los Estados Unidos, por medio de la Fuerza Aérea, quienes eran los encargados de la seguridad y defensa de la costa de América del Sur y el canal de Panamá contra posibles ataques aéreos y navales japoneses, durante la Segunda Guerra Mundial. Durante los siguientes años el aeródromo se utilizó con fines militares y civiles. 
En 2008 el pequeño aeropuerto acogió vuelos chárter de la extinta aerolínea VIP Ecuador. En 2014 se dotó a la infraestructura existente de dos pistas de asfalto y una terminal de 1800 m2 de extensión,  torre de control, bloque técnico, hangar de seguros contraincendios, cuarto de máquinas y franjas de seguridad, tras una inversión de 16 millones de dólares. En enero de 2014 recibió el primer avión de su única ruta regular de su historia Quito-Salinas-Quito de TAME. La ruta cesó en noviembre de 2018 tras no alcanzar un número significativo de pasajeros.
La exministra de Transporte y Obras Públicas, María de los Ángeles Duarte, afirmó, cuando se inauguró la obra, que se proyectaba recibir 200.000 turistas al año. Desde entonces sólo se operan vuelos privados y efectúan prácticas de vuelo tres escuelas de aviación, sólo la extinta aerolínea TAME transportó pasajeros regulares.

## Antiguos destinos
| Destinos                                                             | Aeropuertos                             | Aerolínea   | Años de operación |
| -------------------------------------------------------------------- | --------------------------------------- | ----------- | ----------------- |
| [[Archivo:\|20x20px\|border\|Bandera de Pichincha]] Quito, Pichincha | Aeropuerto Internacional Mariscal Sucre | VIP Ecuador | 2008              |
| [[Archivo:\|20x20px\|border\|Bandera de Pichincha]] Quito, Pichincha | Aeropuerto Internacional Mariscal Sucre | TAME        | 2014-2018         |

## Estadísticas
|            | Pasajeros |
| Nacionales |           |
| ---------- | --------- |
| 2016       | 4436      |
| 2017       | 2521      |
| 2018       | 1007      |
| 2019       | 67        |
| 2020       | 21        |
| 2021       | 63        |
| 2022       | 248       |
| 2023       | 233       |